# Mike Conley
Michael Alexander "Mike" Conley, född den 5 oktober 1962 i Chicago i Illinois, är en amerikansk före detta friidrottare som tävlade i tresteg och längdhopp.
Conley vann guld i tresteg vid olympiska sommarspelen 1992 i Barcelona, och han vann även guld vid friidrotts-VM 1993 i Stuttgart samt vid friidrotts-VM inomhus 1987 i Indianapolis och friidrotts-VM inomhus 1989 i Budapest.
Conleys son Mike Conley Jr. spelar basket i National Basketball Association (NBA).

## Uppväxt
Conley växte upp i Chicago och hade ett äldre och ett yngre syskon. På high school var han en duktig basketspelare, förutom att han tävlade i friidrott. I friidrott tävlade han inte bara i hoppgrenar utan även i kortdistanslöpning. Han blev 1981 amerikansk juniormästare i tresteg.

## Karriär
Conley studerade vid University of Arkansas 1981–1985 och tävlade för universitetets idrottsförening Arkansas Razorbacks, från början i både friidrott och basket innan hans baskettränare övertygade honom att enbart satsa på friidrott. Under sin tid vid universitetet började han att tävla i friidrott på seniornivå både nationellt och internationellt.
Conley blev amerikansk mästare inomhus i tresteg 1983 och strax därefter vann han samma titel i de amerikanska collegemästerskapen. Senare samma år deltog han i VM i Helsingfors, där han först blev fyra i tresteg på 17,13 meter och sedan tog brons i längdhopp med ett hopp på 8,12 meter.
Även 1984 blev Conley amerikansk mästare inomhus i tresteg. Samma år blev han amerikansk collegemästare inomhus i både tresteg och längdhopp och han upprepade den bedriften utomhus. Han kvalade in till det årets OS i Los Angeles i tresteg, och hoppade där hem en silvermedalj efter landsmannen Al Joyner. Conleys bästa hopp i finalen mätte 17,18 meter, åtta centimeter kortare än Joyners guldhopp.
För tredje året i rad blev Conley 1985 amerikansk mästare inomhus i tresteg, och denna gång tog han även hem titeln i längdhopp. Precis som föregående år vann han de amerikanska collegemästerskapen i längdhopp och tresteg både inomhus och utomhus. Samma sommar blev han amerikansk mästare utomhus i längdhopp för första och enda gången, med ett hopp på 8,53 meter (i för stark medvind).
Conley blev amerikansk inomhusmästare i tresteg för fjärde året i rad 1986, och för andra året i rad även i längdhopp.
1987 blev Conley för femte året i rad amerikansk inomhusmästare i tresteg. Hans segerhopp mätte 17,76 meter, vilket var det längsta hoppet inomhus dittills i historien. Bara någon vecka senare tog han guld i tresteg vid inomhus-VM i Indianapolis på 17,54 meter. Sommaren det året blev han för första gången amerikansk mästare utomhus i tresteg. Han vann på 17,87 meter, vilket skulle visa sig vara hans längsta hopp under karriären i godkänd vind. Lite senare tog han guld vid panamerikanska spelen i Indianapolis på 17,31 meter. Vid VM i Rom fick han dock nöja sig med silvret bakom Christo Markov från Bulgarien, trots ett hopp på 17,67 meter.
Conley vann de amerikanska utomhusmästerskapen i tresteg även 1988. Vid de amerikanska uttagningarna till OS i Seoul blev han dock bara fyra efter ett kontroversiellt domslut. I sista hoppet trodde han att han hade säkrat tredjeplatsen och därmed en OS-biljett, men domarna bedömde att han hade satt ner baken i sanden någon decimeter längre bak än fötterna. Han överklagade beslutet, men till ingen nytta.
För sjätte gången blev Conley amerikansk inomhusmästare i tresteg 1989. Kort tid därefter tog han guld i samma disciplin vid inomhus-VM i Budapest på 17,65 meter och dessutom brons i längdhopp på 8,11 meter. Under sommaren vann han för tredje året i rad de amerikanska utomhusmästerskapen i tresteg.
1991 inskränkte sig Conleys medaljskörd till ett brons i tresteg vid VM i Tokyo, med ett hopp som mätte 17,62 meter.
Conley blev amerikansk inomhusmästare i tresteg för sjunde och sista gången 1992. Den sommaren nådde han sin största framgång dittills under karriären genom att vinna guld i tresteg vid OS i Barcelona, hans första guld i ett globalt mästerskap utomhus. I finalen satte han först nytt olympiskt rekord med 17,63 meter innan han i sista omgången klämde i med 18,17 meter, vilket skulle ha varit nytt världsrekord om inte medvinden varit just över gränsen för det tillåtna (2,1 meter per sekund mot tillåtna 2,0 meter per sekund).
Conley tog 1993 för fjärde gången hem de amerikanska utomhusmästerskapen i tresteg. Senare samma sommar tog han guld i samma gren vid VM i Stuttgart. Hans segerhopp mätte 17,86 meter, bara en centimeter från hans personliga rekord.
Både 1994 och 1995 blev Conley amerikansk mästare utomhus i tresteg, för femte respektive sjätte gången. Vid VM 1995 i Göteborg blev han dock bara sjua i den tävling som blev ihågkommen för Jonathan Edwards fantastiska världsrekord på 18,29 meter.
Conley deltog i tresteg vid OS 1996 i Atlanta. Han lyckades dock inte ta en tredje OS-medalj i grenen utan slutade fyra på 17,40 meter, bara fyra centimeter från bronsmedaljören Yoelbi Quesada från Kuba. Efter den säsongen avslutade han karriären.

## Efter karriären
Conley började efter avslutad karriär att arbeta för det amerikanska friidrottsförbundet och var ledare för de amerikanska friidrottstrupperna vid OS 2000 i Sydney och OS 2004 i Aten. Parallellt utbildade han sig inom ekonomi vid Indiana Wesleyan University och tog en kandidatexamen 2004.
2004 blev Conley invald i det amerikanska friidrottsförbundets hall of fame.
Conley var engagerad i det misslyckade försöket att få OS 2016 att arrangeras i hans hemstad Chicago.
Conley har även varit verksam som spelaragent för basketspelare, bland annat har sonen Mike Conley Jr. varit en av hans klienter.
I slutet av 2010-talet var Conley under ett par år tillförordnad högsta chef på det amerikanska friidrottsförbundet. Han valdes 2021 till styrelseordförande i förbundet för tre år framåt.

## Personliga rekord
- Tresteg – 17,87 meter (27 juni 1987 i San Jose)
- Längdhopp – 8,46 meter (4 maj 1996 i Springfield)